# Gore (Nowa Zelandia)
Gore (maor. Maruawai) – miasto w Nowej Zelandii. Położone w południowej części Wyspy Południowej, w regionie Southland, 9 305 mieszkańców. (dane szacunkowe - styczeń 2010).